# Сельское поселение Андросовка
Сельское поселение Андросовка — муниципальное образование в Красноармейском районе Самарской области.
Административный центр — село Андросовка.

## История
Сельское поселение образовано 25 февраля 2005 года.

## Население
| 2010 | 2012 | 2013 | 2014 | 2015 | 2016 | 2017 | 2018 | 2019 |
| ---- | ---- | ---- | ---- | ---- | ---- | ---- | ---- | ---- |
| 436  | ↘431 | ↘430 | ↗443 | ↘433 | ↗443 | ↘440 | ↗449 | ↘441 |
| 2020 | 2021 |      |      |      |      |      |      |      |
| ↘430 | ↗460 |      |      |      |      |      |      |      |

## Административное устройство
В состав сельского поселения Андросовка входит один населённый пункт - село Андросовка.